# Spathiostemon
Spathiostemon é um género botânico pertencente à família Euphorbiaceae.

## Sinonímia
- Polydragma Hook.f.

## Espécies
| - Spathiostemon forbesii - Spathiostemon javense - Spathiostemon javensis | - Spathiostemon moniliformis - Spathiostemon salicinum |

## Nome e referências
Spathiostemon Blume